# Отвратительные, грязные, злые
«Отвратительные, грязные, злые» (итал. Brutti sporchi e cattivi) — один из наиболее известных фильмов итальянского режиссёра Этторе Скола. Эта картина неожиданна для Сколы. Показывая на экране мир отверженных, неприкаянных люмпенов, выброшенных на дно большого города (в данном случае — Рима), режиссёр, вопреки традициям неореализма, стремится вызвать к ним не сочувствие и сострадание, а, мягко говоря, отвращение.
Фильм почти полностью снят в Риме, в квартале Монте Чоччи (ит.), где до 1977 года находились бидонвили. Первоначально Скола планировал снять документальный фильм об обитателях этих трущоб, однако впоследствии передумал и сделал игровую ленту. Фильм должна была предварять преамбула, которую собирался написать Пьер Паоло Пазолини. Трагическая смерть писателя и режиссёра помешала исполнению этого замысла.

## Сюжет
На окраине Рима, в трущобном районе, в грязной развалюхе, сколоченной из прогнивших досок, сломанных ящиков и кусков ржавого листового железа, проживает огромное семейство Джачинто Маццателлы: его жена, дети, внуки, племянники, зятья, свояченицы и прочие, включая его полупарализованную мать, не слезающую с кресла-каталки.
Многие в семье Джачинто добывают себе средства к существованию маргинальными и/или криминальными занятиями (грабитель на мотоцикле, девушка-порномодель, гомосексуальный проститут...). У молодого члена семьи его жена изменяет мужу с многими мужчинами, малолетняя девочка в конце фильма забеременела... Но Джачинто уверен, что членов «семьи» объединяет лишь желание завладеть его миллионом лир, который он прячет ото всех, сам же его потом ищет, находит и вновь перепрятывает. 
Однажды он приводит в дом женщину и объявляет семье (в т. ч. жене!), что она будет жить с ним в их доме. Тогда-то всё семейство и решается отравить Джачинто...

## В главных ролях
- Нино Манфреди — Джачинто Маццателла
- Мария Луиза Сантелла
- Франческо Аннибали
- Мария Боско
- Джизельда Кастрини
- Альфредо Д’Ипполито
- Джанкарло Фанелли
- Марина Фазоли
- Этторе Гарофоло
- Марко Марсили
- Берил Каннингэм

## Награды
Приз Международного Каннского кинофестиваля за лучшую режиссуру в 1976 году. Номинация на Золотую пальмовую ветвь.